# 5 Астрея
Вижте пояснителната страница за други значения на Астрея.
5 Астрея е голям астероид в основния пояс. Повърхността му има силна отразителна способност и съставът ѝ най-вероятно е смес от никел и желязо, примесени с магнезиеви и железни силикати.
Астрея е петият открит астероид. Открива го германският астроном Карл Лудвиг Хенке на 8 декември 1845 г. Това е първият от общо двата астероида, които той открива. Вторият е 6 Хеба. Хенке е аматьор астроном и работник в пощенска служба. Когато е открил Астрея, всъщност е искал да наблюдава 4 Веста.
С фотометрия се установява, че Астрея има ретроградно въртене, като северният полюс показва ректасцензия 9 ч. 52 мин., деклинация 73° с 5° несигурност. Това дава наклон на оста около 33°.
Астрея няма забележителни физически характеристики, но астероидът става известен с откритието си, защото 38 години (след откриването на Веста 4) се е смятало че са само четири.
Според видимата си звездна величина е седемнайсетият най-ярък астероид е пояса.
След откриването на Астрея последват откритията на хиляди други астероиди. Всъщност след откриването му, останалите четири са понижени от планети в астероиди. Става ясно, че те просто са най-големите по размери от новия клас небесни тела – астероидите.
Наблюдавана е само една слънчева окултация от 5 Астрея (2 февруари 1991 г.).